# Alliopsis austriaca
Alliopsis austriaca este o specie de muște din genul Alliopsis, familia Anthomyiidae. A fost descrisă pentru prima dată de Willi Hennig în anul 1976.
Este endemică în Austria. Conform Catalogue of Life specia Alliopsis austriaca nu are subspecii cunoscute.